# Carlos Roselló
Carlos Roselló Betbeze, né le 2 mai 1922 et mort avant 2004, est un joueur uruguayen de basket-ball. 

## Palmarès
- 3e des Jeux olympiques 1952
- Finaliste du championnat d'Amérique du Sud 1945
- Champion d'Amérique du Sud 1947
- Champion d'Amérique du Sud 1949